# Kungsfors kraftverk
Kungsfors kraftverk är ett vattenkraftverk i utkanten av Skene, Sverige. Det använder vatten från Viskan. Verket byggdes 1898/1899 och har byggts om 1919/1920 och 1940/1941. Vattenfall äger kraftverket. Det har använts för att förse den lokala textilindustrin med el.